# Parafia św. Tekli w Raczynie
Parafia św. Tekli w Raczynie – parafia rzymskokatolicka, znajdująca się w archidiecezji częstochowskiej, w dekanacie Wieluń – Najświętszej Maryi Panny Pocieszenia.